# 愛知県青年会館ユースホステル

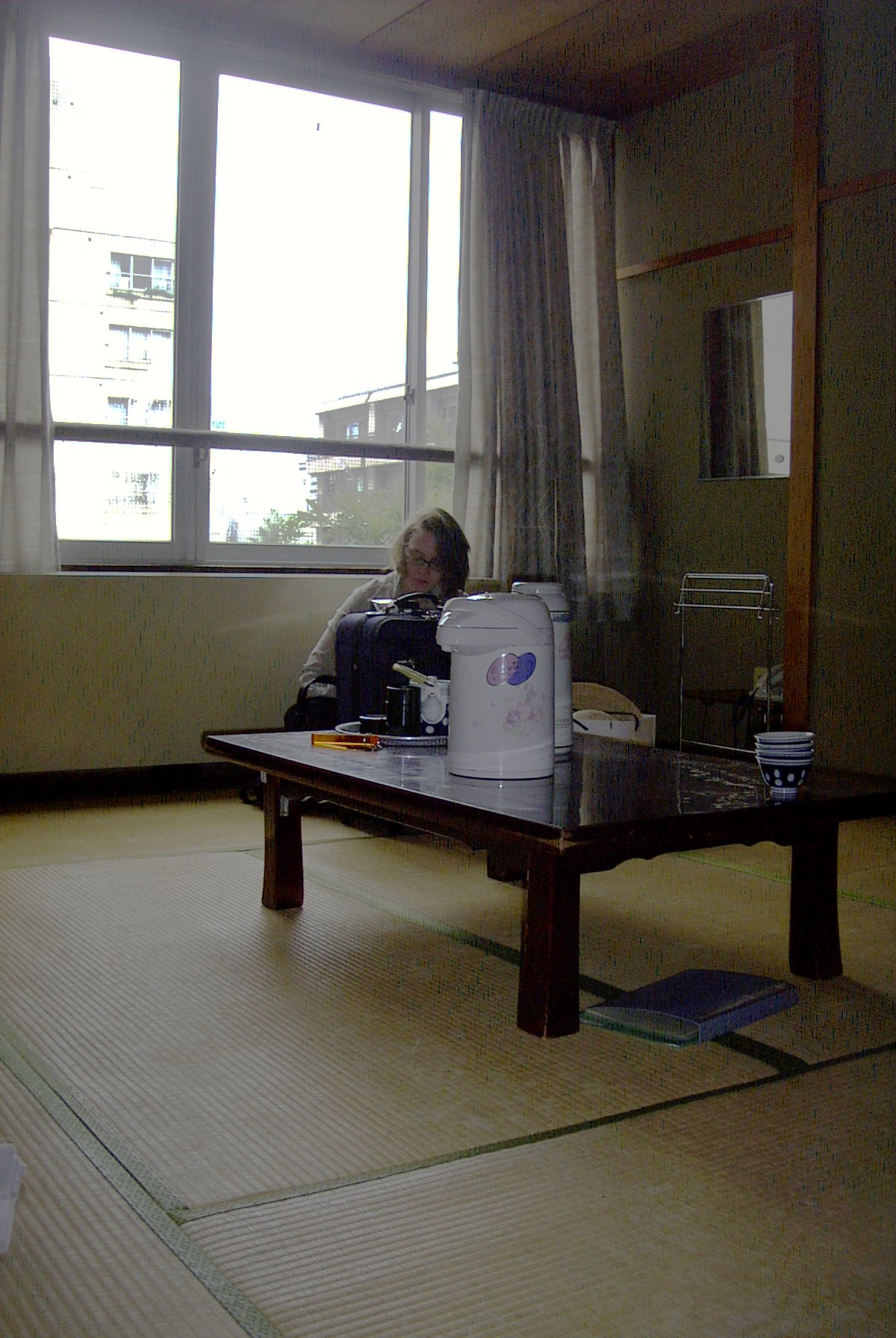
室内の様子（2006年7月）

愛知県青年会館ユースホステル（あいちけんせいねんかいかんユースホステル）は、愛知県名古屋市中区栄にあったユースホステル。日本ユースホステル協会に加盟している。2011年12月閉館。なお愛知県青年会館は建て替えにともない2018年7月閉館。2020年に建て替えられた。

## 交通アクセス
- 名古屋市営バス 名駅16・栄758系統にて納屋橋バス停下車、徒歩3分。
- 地下鉄東山線伏見駅下車、徒歩8分。